# Anadirski liman
Anadirski liman (rus. Анадырский Лиман) ili Anadirski estuarij je estuarij u Anadirskom zaljevu u Čukotskom autonomnom okrugu, Sibir, Rusija.

## Geografija
Naziva se liman jer je od Anadirskog zaljeva odvojen sprudom Ruskaja Koška na sjeveru i drugim sprudom (rt Geka) na jugu. Na istoku je kanal koji vodi Anadirski zaljev. Anadirska nizina nalazi se na zapadu.
Anadirski liman je podijeljen u tri dijela. Vanjski zaljev prima rijeku Tretja rečka (ušće je usjek na južnoj obali). Južni dio vanjskog zaljeva je plitak. Unutarnji zaljev se zove Onemen i prima Velikaju kroz uski zaljev na jugozapadu. Odvojeni su rtom na čijem se vrhu nalazi grad Anadir. Sjeverno od rta nalazi se niz jezera koja tvore ušće rijeke Kančalan. Rijeka Anadir ulazi u unutarnji zaljev sa zapada. Jezero južno od Anadyra na ovoj slici je jezero Krasnoje.

## Vanjske poveznice
- Geonimi "Anadyrskiy Liman".